# Taddeo McCarthy
Taddeo McCarthy (in irlandese: Tadhg Mac Cárthaigh; West Cork, 1455 circa – Ivrea, 24 ottobre 1492) è stato un vescovo cattolico irlandese, che, al termine di notevoli travagli legati all'assegnazione di una cattedra episcopale, trovò la morte ad Ivrea in un ospedale lungo la via francigena.
Il suo sepolcro nel Duomo di Ivrea fu presto oggetto di culto; la sua beatificazione fu confermata solo nel 1896 da papa Leone XIII.

## Biografia
Relativamente poco si sa dei primi anni di vita di Taddeo McCarthy. Nacque a West Cork, attorno al 1455. È probabile che egli appartenesse al clan dei Rabhach McCarthy di Carbery. Sua madre potrebbe essere stata figlia di Edward Fitzmaurice, nono Lord of Kerry. Laurence Rehenan, professore di Storia Ecclesiastica al Maynooth College, suggerisce che egli sia stato educato dai frati francescani di Timoleague (villaggio di County Cork). Sembrerebbe che Taddeo, prima della nomina a vescovo di Ross, occupasse una qualche carica in uno dei tribunali di Roma.
All'età di circa 27 anni, fu nominato vescovo di Ross da papa Sisto IV. Il 3 maggio 1482 Taddeo venne consacrato nella chiesa di Santo Stefano del Cacco a Roma da Stephanus Teglatius (o de Taleazis), arcivescovo di Antivari.
Quando tornò nel Munster, scoprì che la sede vescovile era già occupata da Ugo O'Driscoll, che reclamava di essere stato nominato alla sede nel 1473 dallo stesso papa Sisto. Il vescovo O'Driscoll dichiarò pertanto che Taddeo era un impostore e fece giungere le sue rimostranze alla corte papale. Le vicende vanno inquadrate in quel turbolento periodo storico caratterizzato dalle lotte tra clan rivali: il clan dei McCarthy era costantemente in guerra con la casata anglo-normanna dei Geraldine che aveva invaso il suo territorio; anche il clan degli O'Driscoll di Ross era in lotta con il clan McCarthy. A seguito delle pressioni ricevute dall'Irlanda, nel 1483 papa Sisto scomunicò Taddeo.
Costretto a lasciare la diocesi ed a stabilirsi in un'abbazia cistercense messa a sua disposizione dal vescovo di Clogher, Taddeo decise presto di farsi pellegrino sino a Roma, lungo l'itinerario di Sigerico, per perorare la sua causa.
Due anni dopo papa Innocenzo VIII, pur confermando Ugo O'Driscoll alla cattedra vescovile di Ross, tolse la scomunica e lo destinò alla diocesi unita di Cork e Cloyne: la nomina avvenne il 21 aprile 1490.
Tuttavia quando giunse alla nuova sede episcopale trovò che essa era stata usurpata da Gerald FitzGerald, ottavo conte di Kildare. Non riuscendo a farsi riconoscere i propri diritti si dovette rassegnare a far ritorno a Roma per far valere le proprie ragioni presso Innocenzo VIII.
Il papa gli affidò alcune lettere nelle quali si ordinava al conte di Kildare e agli altri potentati irlandesi, pena la scomunica, di consentire al vescovo di insediarsi nella sua diocesi.
Presa la strada di ritorno e giunto ad Ivrea, Taddeo, gravemente ammalato, venne accolto nell'Ospedale dei "Vigintiuno" (antico ricovero per i pellegrini che percorrevano la via Francigena), avendo chiesto ospitalità come semplice pellegrino. Ivi morì il 24 ottobre 1492. Solo dopo la sua morte fu trovato nei suoi bagagli l'anello vescovile (a tutt'oggi conservato dal vescovo di Ivrea).

## Culto

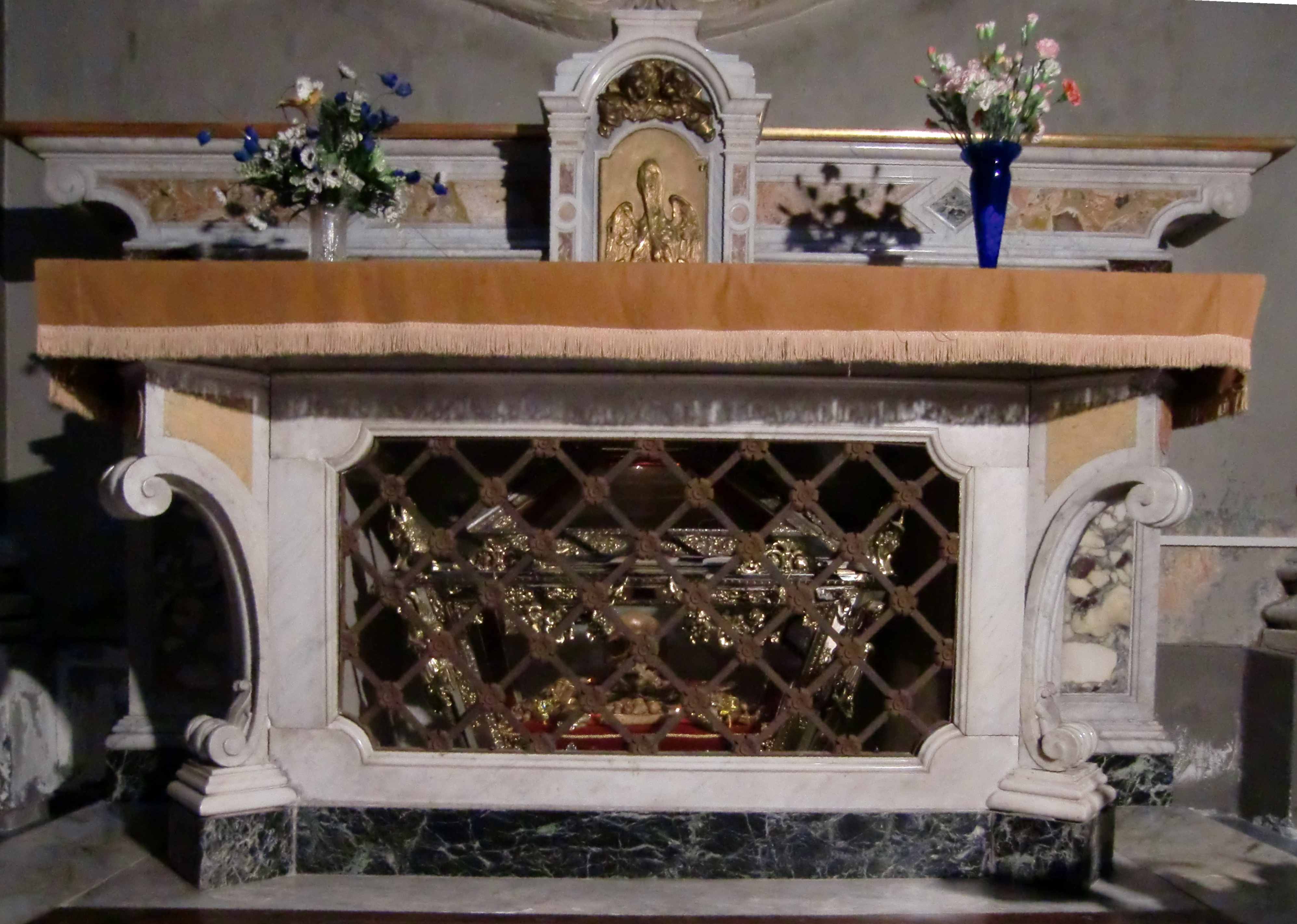
L'altare con l'urna funeraria del beato Taddeo McCarthy, Duomo di Ivrea, cappella di San Sebastiano

La storia di Taddeo McCarthy vescovo irlandese, esule e pellegrino, colpì molto la gente di Ivrea e del Canavese: la sua salma, trasportata nel duomo di Ivrea, fu presto oggetto di venerazione e ritenuta fonte di miracoli. Il suo culto venne confermato solo nel 1896 da papa Leone XIII.
Parlando dell'altare che raccoglieva le sue spoglie, il canonico Boggio racconta:
(C. G. Boggio, Il duomo d'Ivrea, 1926, Ivrea, Scuola Tipografica Artigianelli, p. 258)
Oggi l'urna funeraria è posta sotto l'altare di marmo della prima cappella della navata sinistra.

## Genealogia episcopale
La genealogia episcopale è
- Arcivescovo Stefano Taleazzi
- Vescovo Taddeo McCarthy

## Galleria d'immagini

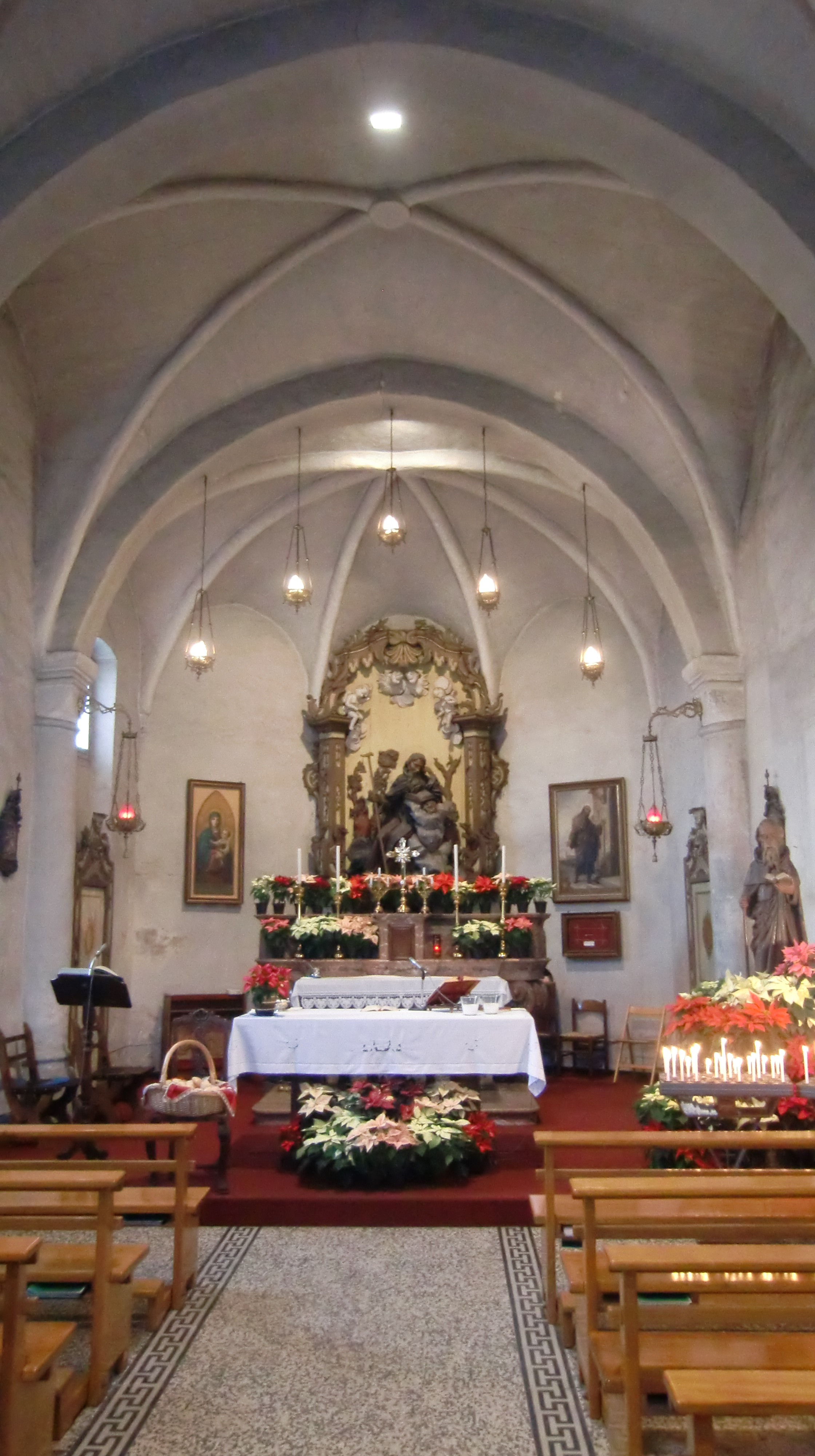
Veduta della chiesa dell'ospedale dei Vigintiuno dove morì Taddeo McCarthy, interno
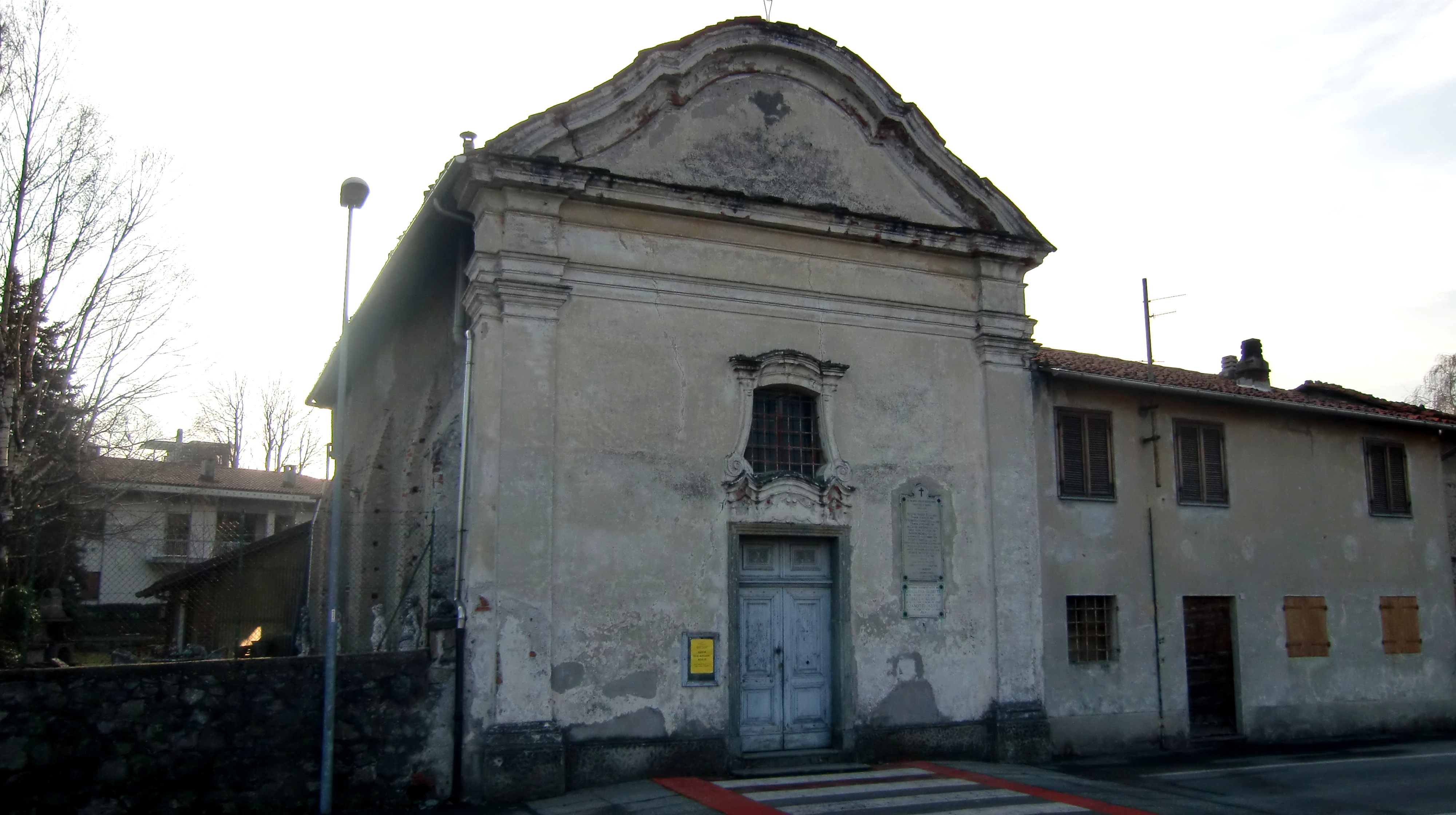
L'esterno della chiesa